# Nightfall Overture
Nightfall Overture är det svenska progressiva metal-bandet Nightingales sjätte studioalbum, utgivet 2005 av skivbolaget Black Mark Production. Albumet består av åtta nyinspelade låtar från bandets fyra första studioalbum. Låten "Losing Myself" är en Edge of Sanity-cover och "Better Safe Than Sorry" är en ny låt.

## Låtlista
1. "Nightfall Overture" – 7:25
2. "The Dreamreader" – 5:00
3. "Revival" – 4:24
4. "Steal The Moon" – 3:14
5. "Alonely" – 3:51
6. "I Return" – 3:03
7. "The Glory Days" – 5:48
8. "Shadowland Serenade" – 3:36
9. "Losing Myself" – 3:13
10. "Better Safe Than Sorry" – 4:55

## Medverkande
Musiker (Nightingale-medlemmar)
- Dan Swanö – sång, gitarr, keyboard
- Tom Nouga (Dag Swanö) – gitarr, keyboard, sång
- Erik Oskarsson – basgitarr, bakgrundssång
- Tom Björn – trummor

Bidragande musiker
- Craig Smith – sologitarr (spår 8)
- Benny Larsson – trummor (spår 9)

Produktion
- Nightingale – producent
- Dan Swanö – ljudtekniker, ljudmix, mastering
- Gyula Havancsák – omslagskonst